# حركة التضامن والاتحاد والتقدم
حركة التضامن والاتحاد والتقدم (بالفرنسية: Mouvement pour la Solidarité, l'Union et le Progrès)‏ كان حزبا سياسيا في بنين بقيادة أديبو أديني جاميو.

## التاريخ
خاض الحزب انتخابات 1991 كجزء من تحالف ثلاثي الأحزاب إلى جانب الحركة الوطنية للديمقراطية والتنمية والاتحاد للديمقراطية والتعمير الوطني. وحصلت الأحزاب الثلاثة على 8٪ من الأصوات وفازت بستة مقاعد من أصل 64 في الجمعية الوطنية. 
انقسم التحالف قبل انتخابات عام 1995، حيث خاضت الحركة الوطنية للديمقراطية الانتخابات وحدها وبقي الحزبان الآخران في تحالف. على الرغم من فوز الحركة الوطنية بمقعد واحد بنسبة 2٪ من الأصوات، حصل تحالف على 1٪ فقط من الأصوات وفشل في الفوز بمقعد. حاول زعيم حركة التضامن جاميو السعي لإلغاء نتائج الانتخابات في كوتونو في المحكمة الدستورية، لكن قضيته اعتُبرت غير مقبولة.